# Port Salerno
Port Salerno és una concentració de població designada pel cens dels Estats Units a l'estat de Florida. Segons el cens del 2000 tenia 10.141 habitants.

## Demografia
Segons el cens del 2000, Port Salerno tenia 10.141 habitants, 4.466 habitatges, i 2.862 famílies. La densitat de població era de 1.081,6 habitants/km².
Dels 4.466 habitatges en un 23,2% hi vivien nens de menys de 18 anys, en un 50,9% hi vivien parelles casades, en un 9,3% dones solteres, i en un 35,9% no eren unitats familiars. En el 28,9% dels habitatges hi vivien persones soles el 13,9% de les quals corresponia a persones de 65 anys o més que vivien soles. El nombre mitjà de persones vivint en cada habitatge era de 2,25 i el nombre mitjà de persones que vivien en cada família era de 2,73.
Per edats la població es repartia de la següent manera: un 19,9% tenia menys de 18 anys, un 6,1% entre 18 i 24, un 24,7% entre 25 i 44, un 24,6% de 45 a 60 i un 24,7% 65 anys o més.
L'edat mediana era de 44 anys. Per cada 100 dones de 18 o més anys hi havia 91,7 homes.
La renda mediana per habitatge era de 39.839 $ i la renda mediana per família de 45.016 $. Els homes tenien una renda mediana de 32.420 $ mentre que les dones 25.371 $. La renda per capita de la població era de 24.948 $. Entorn del 7% de les famílies i el 9,6% de la població estaven per davall del llindar de pobresa.

## Poblacions més properes
El següent diagrama mostra les poblacions més properes.